# Gerhard Rijnders
Gerhard Rijnders (Amsterdam, 21 juli 1876 – Heemstede 29 november 1950) was een Nederlands anarchistisch propagandist, uitgever en bioscoopuitbater.

## Levensloop
Rijnders was van origine loodgieter en monteur van elektrische deurbellen. Aan het einde van de 19e eeuw werd hij gegrepen door het anarchisme, en dan vooral de stroming die door Ferdinand Domela Nieuwenhuis gepropageerd werd. Hij dreef al snel naar boven in de beweging, en werd na de spoorwegstaking van 1903 opgenomen in het comité van verweer, alwaar hij opviel door zijn radicale positie; hij wilde een nieuwe staking beginnen terwijl zijn gematigder comitégenoten meer zagen in onderhandelen.

## Publicist en redacteur
Na 1903 werd Rijnders publicist, en schreef onder meer voor het Volksdagblad. Daarnaast was hij ook de drijvende kracht achter het tijdschrift Naar de Vrijheid dat als ondertitel Weekblaadje tot opwekking van verdrukten en onwetenden had. Deze ondertitel kwam wellicht wat pejoratief over, en werd vanaf nummer 31 veranderd in Weekblaadje tot verbreiding der eerste beginselen van het anarchistisch socialisme. Het tijdschrift hield het tot 1923 uit en werd voornamelijk door Rijnders zelf volgepend. Het was niet het enige propaganda-blad waar Rijnders aan meewerkte; hij was van 1910 tot 1914 ook hoofdredacteur van De Vrijheids-vaan, Sociaal-anarchistisch weekblad voor Noord Holland. Na de dood van Domela Nieuwenhuis nam hij (zeer tegen de wens van de ontslapene) de redactie van De Vrije Socialist over, een functie die Rijnders tot zijn dood in 1950 bleef vervullen, hetgeen flink gemor in anarchistische kringen opleverde aangezien er zowel qua exploitatie als op inhoudelijk vlak flink wat problemen waren. In de jaren dertig werd er niet veel verteld over de opkomst van het fascisme en de Spaanse Burgeroorlog, maar lag de nadruk op binnenlandse problemen, en ging Rijnders een eind op de rechtse tour. De Vrije was door toedoen van Rijnders het enige anarchistische tijdschrift dat tijdens de Tweede Wereldoorlog nog werd uitgegeven, een paar publicatieverboden terzijde gelaten.

## De Roode Bioscoop
Buiten dit alles was Rijnders ook technisch en programmatechnisch leider van De Roode Bioscoop, een bioscoop op het Amsterdamse Haarlemmerplein die daarvoor als de Westerbioscoop bekendstond. Deze vertoonde haar eerste film in september 1913.

## De Roode Bibliotheek
Rijnders grootste bekendheid in de beweging dankte hij aan zijn uitgeverij, de Roode Bibliotheek, die veel libertaire en progressieve werken uitgaf, nogal eens in de vorm van roofdrukken. Werken werden uitgegeven onder het impressum De Roode Bibliotheek, De Rose Bibliotheek voor de Jeugd - een uitgave van de Roode Bibliotheek en de Bibliotheek voor Ontspanning en Ontwikkeling. De uitgaveactiviteiten omspanden een periode tussen 1906 waarin vooral brochures werden uitgegeven, toen nog onder de naam "Bureau van Uitgave Gerhard Rijnders (Amsterdam)" tot uiteindelijk 1947. In die tijd werden op z'n minst 380 boeken en brochures uitgegeven, maar het precieze aantal is door de nogal chaotische bedrijfsvoering moeilijk vast te stellen. Vanaf 1913 werd de naam "De Roode Bibliotheek" aangenomen. Rijnders verhuisde in 1924 naar Zandvoort, en alle uitgaven sedertdien geven Zandvoort als uitgaveplaats aan, ofschoon Rijnders zelf later naar Heemstede verhuisde.

## Politiek
Rijnders was als anarchist tegen organisaties, en het Nederlandse kiesstelsel met zijn partijenstelsel kon hem dan ook weinig bekoren. Een protest hiertegen was de deelneming aan de Amsterdamse verkiezingen van 1922 door de Rapaillepartij, een door Rijnders georganiseerd vehikel dat streefde naar de verkiezing in de raad van de bekende Amsterdamse zwerver Hadjememaar. Op de tweede plaats stond de anarchist Bertus Zuurbier. De opzet slaagde deels; de twee werden gekozen, maar Hadjememaar werd al voor de verkiezingen opgepakt en in een turfkolonie opgesloten. Zuurbier heeft zijn raadsperiode wel uitgezeten.
- Biografisch Portaal: 77872266
- Gemeinsame Normdatei: 17303389X
- International Standard Name Identifier: 0000 0003 7020 0043
- Nederlandse Thesaurus van Auteursnamen: 068555326
- Virtual International Authority File: 241641275
- WorldCat: E39PBJbth9FpDpHKkPCRyTWqwC